# Sébastien Pérez
Sébastien Pérez (Saint-Chamond, 24 novembre 1973) è un ex calciatore e giocatore di beach soccer francese, difensore della Nazionale di beach soccer della Francia.

## Carriera

### Club
Il 2 agosto 1997 decide l'incontro tra Nantes e Bastia (0-1).